# Freddy Thielemans
Pour les articles homonymes, voir Thielemans.
Freddy Y. L. Thielemans, né le 11 septembre 1944 à Laeken (Bruxelles) et mort le 29 janvier 2022, est un homme politique socialiste belge. 
En 2014, il reçoit le titre d'officier de la Légion d'honneur française. Il est reconnu pour son engagement dans les relations franco-belges et pour ses mérites dans la liberté et la construction européenne.

## Biographie
Freddy Thielemans, fils de militants socialistes est diplômé en sciences commerciales et a enseigné les langues germaniques dans plusieurs lycées à Bruxelles. Il manie par ailleurs ces langues « avec une grande aisance, agrémentant ses interventions publiques avec force figures de style, et références étymologiques et littéraires ».
Il rejoint le Parti socialiste et devient en mars 1983 le chef de cabinet du bourgmestre de Bruxelles Hervé Brouhon. Aux élections d'octobre 1988, il a été élu conseiller municipal de la ville. Il y fut échevin de 1989 à 1994 et de mars à octobre 1994, il est élu bourgmestre de Bruxelles après la démission forcée de Michel Demaret.
Il meurt le 29 janvier 2022. Sa santé se dégradait depuis cinq ans à la suite d'un accident domestique qui lui avait occasionné un hématome cérébral.

### Famille
Cécile Charles, l’épouse de Freddy Thielemans, est une ancienne ballerine de la troupe de Maurice Béjart.

## Mandats
De 1988 à 1994, Freddy Thielemans est échevin des Beaux-Arts de la commune de Bruxelles, et reçoit en 1993 le portefeuille de l'Instruction publique en plus.
En 1994, à la suite de la démission du bourgmestre PSC Michel Demaret, Freddy Thielemans devient bourgmestre de Bruxelles pour quelques mois jusqu'aux élections communales d'octobre 1994.
Le 20 juin 1999, il est élu député au Parlement européen où il siège au sein de la Commission des Affaires étrangères.
Depuis janvier 2001 : il succède à François-Xavier de Donnea au poste de bourgmestre de la ville de Bruxelles à la tête d'une coalition PS/PSC/Ecolo. Parmi ses attributions de nouveau bourgmestre, il s'occupe notamment du département des finances de la Ville. C'est lui qui a célébré le mariage civil du prince Laurent de Belgique et de Claire Coombs le 12 avril 2003 à l'hôtel de ville de Bruxelles.
En 2002, il lance le concept de Bruxelles-les-Bains : la création d’une plage, avec des infrastructures ludiques et culturelles en bordure du canal, sur le modèle de Paris Plages. Dans la foulée il crée le concept des Plaisirs d'Hiver et Magie de Noël qui englobe plusieurs quartiers.
Il est réélu bourgmestre lors des élections communales du 8 octobre 2006 et du 14 octobre 2012. Il abandonne cependant son mandat de bourgmestre le 13 décembre 2013 au profit d'Yvan Mayeur ce qui suscite de vives critiques de l'opposition en raison du fait qu'il avait dit lors des élections communales de 2012 qu'il restait 6 ans. Selon l'opposition, il a menti aux électeurs lors des élections communales de 2012.
En 2006, il est élu - pour la première fois - administrateur coopté au conseil d'administration de l'Université libre de Bruxelles. Le 3 mars 2008, il est reconduit . Le 8 mars 2010, il est réélu par le conseil d'administration de l'Université libre de Bruxelles pour un troisième mandat consécutif.

## Honneurs
- Par arrêté royal du 26 mai 2014, Freddy Thielemans est nommé[13] chevalier de l'ordre de Léopold.
- Officier de la Légion d'honneur en 2014, la France le décore, des mains du secrétaire d'État français aux Affaires européennes, Harlem Désir, les insignes d'Officier de la Légion d'Honneur[14].

## Diplômes
- Régent en langues germaniques.
- Gradué en sciences commerciales.